# Bernardim Ribeiro

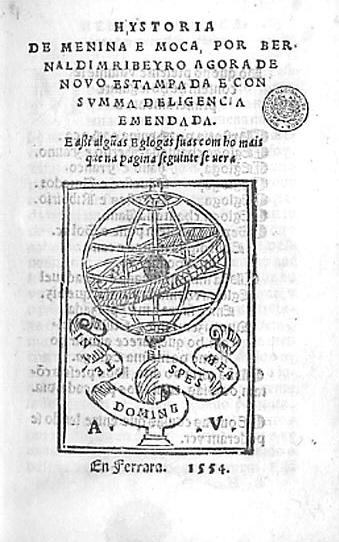
Hystoria de menina e moça, 1554.

Bernardim Ribeiro (1482, Torrão, Portugal - octubre de 1552, Lisboa) fue un poeta y escritor portugués. 
Su padre, Damião Ribeiro, estuvo implicado en la conspiración contra Juan II de Portugal. Frecuentó la corte de Lisboa, colaboró en el Cancioneiro Geral de Garcia de Resende, quien lo mismo que Bernardim perteneció al círculo de los poetas palaciegos junto a Sá de Miranda, Gil Vicente y otros.
Su Libro das saudades más conocido como Menina e moça por su primera frase (Menina e moça me levaram de casa de minha mãe para muito longe...), es uno de los mejores ejemplos de novela pastoril en la literatura del Renacimiento. Su obra se resume en doce composiciones insertas en el Cancioneiro General, cinco églogas, la sextina Ontem pôs-se o Sol, la novela pastoril Menina e Moça y el romance Ao longo de uma ribeira, única composición portuguesa inserta en el Cancionero Castellano de 1550; según Carolina Michaelis, solo apareció publicado con las obras completas del poeta en la edición de 1645.
Se suele considerar a Ribeiro introductor del bucolismo en Portugal.